# Summarfestivalurin
Summarfestivalurin – festiwal muzyczny odbywający się co roku w miejscowości Klaksvík na Wyspach Owczych. Obok G! Festival jest do jeden z dwóch największych festiwali muzycznych na tym archipelagu. Odbywa się na początku sierpnia i skupia na jednej scenie artystów o sławie lokalnej, jak i międzynarodowej. Nazwa po przetłumaczeniu na język polski brzmiałaby Festiwal Letni.

## Historia festiwalu
Po raz pierwszy Summarfestivalurin odbył się w roku 2004. Sprzedano wtedy trzy tysiące biletów. Z roku na rok ich liczba rosła, by w roku 2010 przekroczyć dwanaście tysięcy. W roku 2007 National Geographic Traveller między innymi z powodu tego festiwalu uznał Wyspy Owcze za najbardziej warte odwiedzenia wyspy na świecie.
Podczas ostatniego festiwalu rozegrano finał Pucharu Wysp Owczych w piłce nożnej. piłkarze EB/Streymur pokonali ÍF Fuglafjørður 1:0, a mecz oglądały 2544 osoby.

## Artyści występujący na Summarfestivalurin
- 2004: Angela (?), Boney M (DE), Brandur Enni (FO), Credo (?), DJ Cool (?), Frændur (FO), Gunnar Guttesen (FO), Gunnar Mikkelsen (?), Gurðun Sólja (FO), Hans Inge Fagervik (DK), Hanus (FO), Hanus G. Johansen (FO), Hjarnar (FO), Jóhann í Kollafirði (FO), Ken Hensley (Wielka Brytania), Kjell Samuelson (SWE), Petsi Tvørfoss (FO), Pætur við Keldu (FO), Rag Rags (?), Showmenn (?), Sigrid Rasmussen (FO), Terji Rasmussen (FO), Torkil Mørkøre (FO), Trølla Pætur (FO), Týr (FO)[2].
- 2005: Ana Johnsson (SWE), Anne Linnet (DK), Brandur (FO), Brian McFadden (IRL), Dólgarnir (FO), Dynamitt (FO), Eyðun & Terji (FO), I Am (USA), Lawetz (?), Ola Nordskar (NOR), Poppkorn (FO), Science Fiction (USA), Straight Ahead (USA), Shakin’ Stevens (Wielka Brytania), Showmenn (?), Silvi (?), The Dreams (FO), Tvey av Kamarinum (FO), Úlpurnar (ISL), Týr (FO)[3].
- 2006: All That Rain (?), Anfinn & Co. (FO), Angela & Hannibal (?), Brandur (FO), Budam (FO), Crawling Blue (FO), David Phelps (USA), Dropar (FO), Eyðun & Terji (FO), F.R. David (FR), Høgni Lisberg (FO), Isadora And The Rebels (FO), Johnny Deluxe (DK), Kátu Hornini (FO), Kim Hansen (FO), Maggie Reilly (UK), Martin Joensen (FO), Páll Finnur Páll (FO), Peter Thorup Trio (DK), Poppkorn (FO), Roger Hodgson (UK), Sarah Brendel (DE), Sámal & Jóan Jakku (FO), Shu-Bi-Dua (DK), The Rasmus (FIN), The Story Ends (FO), Trølla Pætur og Omman (FO), Vísumenn (FO)[4].
- 2007: 25 Oyru (FO), Amy Diamond (SWE), Angela & Hannibal (?), Banaroo (DE), Brandur Enni (FO), Bryan Rice (DK), Deja Vu (FO), Eyðun Nolsøe (FO), Hanus (FO), Heine Lutzen (FO), Høgni Lisberg (FO), Høgni Reistrup (FO), Jens Marni Hansen (FO), Jógvan Hansen (FO), Kári Cool (FO), Petur Háberg (FO), Scorpions (DE), Stanley Samuelsen (FO), Ung Stjørnuskot (FO), Vestmenn (FO)[5].
- 2008: 18 hands (?), Alphabeat (DK), Anna Nygaard (FO), Barnashow (?), Basim Moujahid (DK), Bet you are William (FO), DJ Firefly (?), Dynamitt (FO), Eager 2 Please (FO), Eyðun og Terji (FO), Faroe 5 (FO), Grandma's Basement (FO), Godøy Skulekorps (NOR), Guðrið Hansdóttir (FO), Hallur Joensen (FO), Hans Hjalti Skaale (FO), Hanus G. Johansen (FO), Húskallar (FO), Ingibjørg og Rani (FO), Kári P (FO), Linda Andrews (FO), Melanie C (UK), Páll Finnur Páll (FO), Safir (DK), Smokie (UK), Sølva og SALT (FO), The Dreams (FO), The Ghost (FO), Vestmenn (FO)[6].
- 2009: Abba The Show (DE), Anfinn & Co. (FO), Anna Háberg (FO), Boys In A Band (FO), Chase (?), Credo (?), DJ Cool & DJ Tech (?), Dynamitt (FO), Faroe 5 (FO), Frændur (FO), Grandma´s Basement (FO), Guðrið Hansdóttir (FO), Hallur Joensen (FO), Hanus G. Johansen (FO), Høgni Lisberg (FO), Moby The Pink Pilot (FO), Niels Midjord & Lív Næs (FO), Nik & Jay (DK), Páll Finnur Páll (FO), Robin Gibb (UK), Rógvi Jakobsen (FO), Sámal Ravnsfjall (FO), Terji Rasmussen (FO), TNT (NOR), The Dreams (FO), Uni Arge (FO)[7].
- 2010: Brandur Enni (FO), Carlsen (?), Dynamitt (FO), Eyðun og Terji (FO), Hamferð (FO), Jens Eli Ellefsen (FO), Grandma´s Basement (FO), Guðrið Hansdóttir (FO), Hanus G. Johansen (FO), Henin Lütsen (FO), Ingun og Herborg (FO), Kim Hansen (FO), Lív (FO), Marius (?), Martin Joensen (FO), Niarn (DK), Oniontree (FO), Páll Finnur Páll (FO), Pætur við Keldu (FO), Rógvi Jakobsen (FO), Shu-bi-dua (DK), Synarchy (FO), Westlife (IRL), Tinganest (FO), TOS (DE), The Dreams (FO), Uni Arge (FO)[8].